# Северен Еършър
Северен Еършър  (на английски: North Ayrshire, на шотландски: Siorrachd Inbhir Àir a Tuath) е една от 32-те области в Шотландия. Граничи с областите Източен Еършър, Южен Еършър и Ренфрушър. Включва в своята територия остров Аран и няколко острова в залива Фърт ъф Клайд. Областта е създадена през 1996 г.

## Населени места
Някои от населените места в областта са:
| Карта | Населени места в Северен Еършър  |
| ----- | -------------------------------- |
|       | - Ървин (Irvine) - Ларгс (Largs) |